# Bílá
Bílá (básnicky běl) je barva, kterou oko vnímá v případě, že z daného směru přichází světlo všech barev. (Jejím nejtmavším odstínem je černá[zdroj⁠?!], která vzniká tím, že do oka nedopadá žádné světlo.) Dojmu bílé barvy lze dosáhnout také smícháním (tzv. aditivním mícháním) základních barev spektra (červená, zelená, modrá), neboť právě na tyto barvy je lidské oko citlivé.

## Vlastnosti bílého světla
Až do doby Isaaca Newtona popisoval převažující vědecký názor bílou jako základní barvu, ze které vznikají ostatní barvy tím, že se k bílému světlu přimíchá cosi, co ho zbarví. Newton navrhl pokus, při kterém světelným hranolem rozložil bílé světlo v barevné spektrum, které dalším hranolem spojil opět do bílého světla. Tím dokázal, že naopak barevné světlo je základní a bílé světlo vzniká smíšením světla všech barev.
V běžném životě se za bílé světlo dá považovat jak denní (sluneční) světlo, tak umělé osvětlení pomocí žárovek, zářivek apod. Je ovšem zřejmé, že tyto druhy světla nejsou „stejně bílé“. Např. světlo žárovky má proti zářivce výrazně žlutější odstín. Takové odstíny bílého světla jsou popisovány tzv. barevnou teplotou. Tento parametr udává teplotu, které odpovídá záření absolutně černého tělesa o příslušném odstínu. Např. běžná žárovka vydává světlo odpovídající absolutně černému tělesu o teplotě asi 2850 K, takže se říká, že „barevná teplota běžné žárovky je 2850 K“. Denní světlo má typickou barevnou teplotu asi 5400 K, ale tato hodnota závisí na mnoha podmínkách (denní době, počasí, sluneční aktivitě apod.).
Existují také standardy bílého světla. Mezinárodní komise pro osvětlování (CIE) určila sérii standardních osvětlení (označovaná jako série D). Např. osvětlení D65, původně nastavené podle barevné teploty 6500 K, reprezentuje standardní denní světlo.
Počítačové monitory již dnes obvykle umožňují nastavit odstín zobrazovaných barev právě pomocí volby barevné teploty (typicky z několika málo přednastavených hodnot). Tuto hodnotu pak elektronika monitoru použije pro výpočet parametrů zobrazované bílé barvy.

## Použití a symbolika bílé barvy
- Jako bílí jsou označování členové bílé rasy, tzn. lidé světlé barvy pleti. Viz bílá rasa.
- Obecně je bílá symbolem čistoty, neposkvrněnosti.
- Bílá barva je jak v západní kultuře, tak např. v Japonsku tradiční barvou svatebních šatů nevěsty.
- V čínské, vietnamské a indické tradici symbolizuje bílá barva smrt a je barvou duchů. Smuteční oblečení je bílé.Bobule jmelí mají bílou barvu

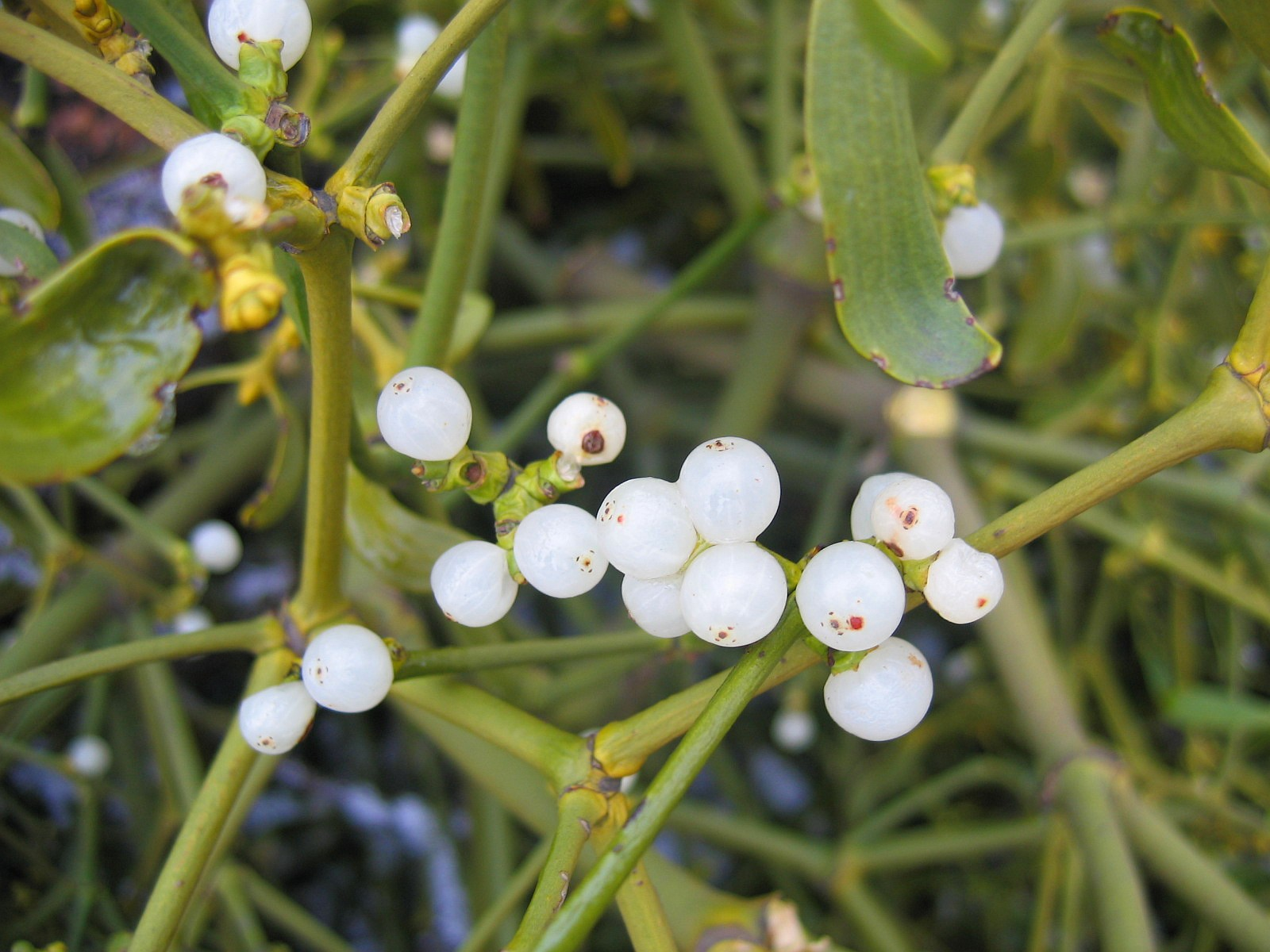
Bobule jmelí mají bílou barvu

- Bílá vlajka symbolizuje kapitulaci či příměří, tzn. signalizuje mírové úmysly, obvykle v období války.
- Blikající bílé světlo na železničním přejezdu znamená volno.
- Jako bílý šum se označuje signál či zvuk, který obsahuje směs signálů všech frekvencí (obdobně jako bílé světlo obsahuje směs světla všech barev).
- Bílý je označení jednoho z hráčů (podle barvy jeho hracích kamenů) v mnoha deskových hrách, např. šachu či go. Soupeřovy kameny jsou nejčastěji černé či červené.
- V barevném značení odporů znamená bílá barva číslici 9
- Podle Dušana Třeštíka a dalších historiků symbolizuje bílá u starých Slovanů západ.[1] Příkladem použití jsou Bílé Karpaty, Bělorusko, Bílé Chorvatsko a další západní části větších celku.

## Bílá v malířství
Pokud hovoříme o oleji či temperové malbě mluvíme o bělobě (běloba titanová…).